# 882

## Evenimente
- A apărut unul dintre cele mai puternice state slave Rusia Kieveana

## Nașteri
- iulie: Saadia Gaon rabin, filozof, filolog,traducător, poet evreu din Egipt și Irak (d. 942)

## Decese
- 20 ianuarie: Ludovic cel Tânăr, rege al Saxoniei din 876 (n. 835)

- 5 august: Ludovic al III-lea al Franței, rege al Franciei de Apus din 879, (n. 863)